# Gruppenunterricht

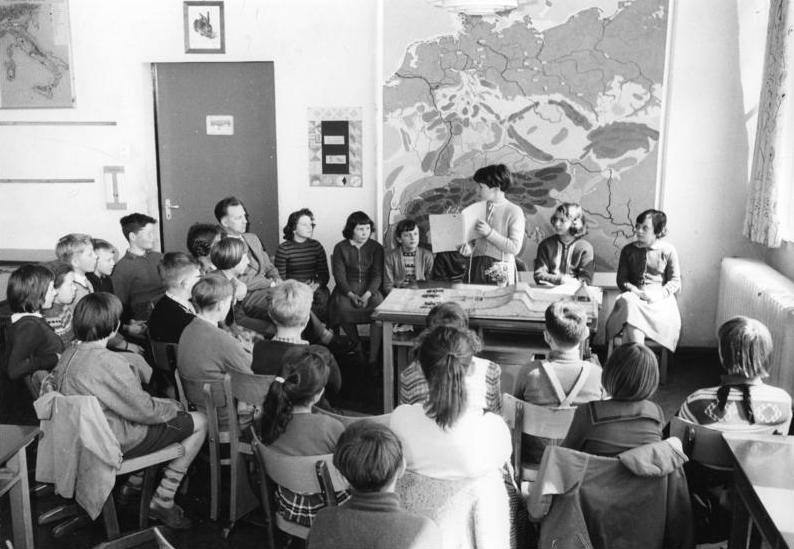
Gruppenunterricht (1958 im Schuldorf Bergstraße in Seeheim-Jugenheim)

Gruppenunterricht ist eine Sozialform des Unterrichts.

## Begriffsklärungen
In der Fachliteratur wird häufig zwischen Gruppenunterricht und Gruppenarbeit unterschieden:

„Gruppenunterricht ist eine Sozialform des Unterrichts, bei der durch die zeitlich begrenzte Teilung des Klassenverbandes in mehrere Abteilungen arbeitsfähige Kleingruppen entstehen, die gemeinsam an der von der Lehrerin gestellten oder selbst erarbeiteten Themenstellung arbeiten und deren Arbeitsergebnisse in späteren Unterrichtsphasen für den Klassenverband nutzbar gemacht werden können. Gruppenarbeit ist die in dieser Sozialform von den Schülerinnen und der Lehrerin geleistete zielgerichtete Arbeit, soziale Interaktion und sprachliche Verständigung.“

Das  Phasenmodell des Gruppenunterrichts (Arbeitsauftrag → Verständnissicherung → Gruppenarbeit → Beendigungsphase → Auswertungsphase)
zeigt, dass die Gruppenarbeit nur ein Teilbereich des Gruppenunterrichts ist – allerdings der wesentliche, denn erstens unterscheiden sich die Handlungsmuster von Lehrkraft und Schülern während dieser Phase am deutlichsten vom sonst üblichen Frontalunterricht, und zweitens beansprucht die Phase der Gruppenarbeit normalerweise den größten Zeitanteil des Gruppenunterrichts. Bisweilen werden die beiden Termini auch für denselben Sachverhalt verwendet oder durch die Fügung „Lernen in Gruppen“ ersetzt. Einige neuere Werke unterscheiden zwischen traditionellem Gruppenunterricht und Formen des Kooperativen Lernens wie Gruppenpuzzle (jigsaw technique), Gruppenrecherche (group investigation) oder wechselseitigem Lehren.

## Bildungs- und Erziehungspotentiale
Gruppenunterricht wird in der Theorie hoch gelobt, in der Praxis allerdings eher selten durchgeführt. In der Literatur werden u. a. folgende Bildungs- und Erziehungspotentiale erwähnt:
- Förderung von Selbsttätigkeit, Selbständigkeit und Eigenverantwortlichkeit
- Abbau von Aggressionen
- Förderung von Kooperationsfähigkeit
- Förderung der kommunikativen Kompetenz
- Förderung sozialer Lernprozesse
- Steigerung der Leistungen

## Einsatzhäufigkeit von Gruppenunterricht
In einer differenzierten Untersuchung von 1985 wurden über 180 Unterrichtsstunden (siebtes und achtes Schuljahr) an zwei Gesamtschulen, drei Gymnasien und fünf Hauptschulen beobachtet und anschließend unter verschiedenen Aspekten analysiert. Insgesamt konnten 7,43 % Gruppenunterricht beobachtet werden, wobei in der Hauptschule mit fast 11 % am meisten und im Gymnasium mit 3,44 % am wenigsten Gruppenunterricht durchgeführt wurde.
In einer schriftlichen Befragung zum Gruppenunterricht von 1986 wurden Lehrkräfte verschiedener Schularten aus dem gesamten Bundesgebiet u. a. befragt, ob sie selbst Gruppenunterricht durchführen. Die Auswertung von 229 Fragebögen ergab folgende Ergebnisse: 7 % der Lehrkräfte führen Gruppenunterricht möglichst regelmäßig durch, 26,2 % häufiger, 52,4 % sporadisch, 5,2 % zum Zeitpunkt der Befragung nicht, sondern früher, 7,4 % noch nie und 1,8 % eventuell später. Über 14 % der Lehrkräfte führen zum Zeitpunkt der Erhebung also keinen Gruppenunterricht durch, über die Hälfte setzt nur gelegentlich Gruppenunterricht ein, und nur 7 % halten regelmäßig Gruppenunterricht.

## Gruppenunterricht und Unterrichtsziel
Ob es sinnvoll ist, Gruppenunterricht einzusetzen, hängt vom jeweiligen Unterrichtsziel ab. Gruppenunterricht scheint insbesondere dort geeignet zu sein, wo es darum geht, metakognitive Kompetenzen oder Lernstrategien zu erwerben. Hingegen wird für Schulfächer mit hierarchischem Lernzielaufbau (wie Mathematik oder Naturwissenschaften) oder für jüngere Schüler ein lehrerkontrollierter Unterricht (direkte Instruktion) empfohlen.
Lehrpersonen setzen Gruppenunterricht u. a. deshalb ein, weil er die Schüler stärker involviert, und weil die Lehrperson hofft, so auch sonst passive Schüler zum aktiven Mitmachen zu bewegen. Zu den erhofften Effekten des Arbeitens ohne dauernde Lehrersteuerung zählen auch eine größere Verantwortungsübernahme durch die Schüler (selbständiges Lernen), eine verbesserte Sozialkompetenz (u. a. Teamfähigkeit, Konfliktregulierung) und ein höheres Selbstwertgefühl. Weiter wird angeführt, dass sich die Schüler im Gruppenunterricht mit weniger Scheu äußern und ein Zusammengehörigkeitsgefühl entwickeln. In der Forschung konnte zudem vielfach gezeigt werden, dass die Schüler ohne direkte Lehrersteuerung mehr eigene Ideen einbringen, also kreativer sind.
Auch unter dem Gesichtspunkt der Angleichung von Bildungschancen wird Gruppenunterricht als aussichtsreich angesehen. Leistungsschwache und sozial benachteiligte Schüler können in besonderem Maße von Gruppenunterricht profitieren, da die Mitschüler sie beim gemeinsamen Lernen unterstützen und gegebenenfalls motivieren können. Hierfür ist entscheidend, dass leistungsheterogene Gruppen gebildet werden, so dass es zu Interaktionen zwischen leistungsschwachen und leistungsstarken Schülern kommt. Entsprechende Effekte konnten in einer Studie auf der Grundlage des Nationalen Bildungspanels nachgewiesen werden: je häufiger die Lehrkraft im Unterricht leistungsheterogene Gruppen bildet, desto niedriger fallen Leistungsunterschiede nach der sozialen Herkunft aus.

## Anforderungen an die Lehrkraft
Die Lehrkraft muss zunächst für einen präzisen und verständlichen Arbeitsauftrag sorgen und nach Erteilung des Arbeitsauftrages eine Verständnissicherung durchführen. Ein entscheidender Rollenwechsel sollte während der Gruppenarbeit stattfinden.

„Die Rolle der Lehrkraft während des GU ist eine grundlegend andere als die im Frontalunterricht […] Während des konventionellen Frontalunterrichts ist die Lehrkraft eine dominierende Schaltzentrale, die alle Unterrichtsprozesse didaktisch steuert, kontrolliert und evaluiert und mehr spricht als alle Schüler der Klasse zusammen. Für die Schüler ist sie dabei der zentrale Bezugspunkt des Unterrichts, über den auch die Auseinandersetzung mit den Lerninhalten erfolgt. Während des GU sollte sie dagegen eher zum Beobachter, Berater und Helfer der Gruppen werden. Mit ihrem Rückzug aus dem Fokus des Geschehens verändert sich die Struktur der unterrichtlichen Interaktionen entscheidend, eröffnen sich zahlreiche Chancen zur Aktivierung und Förderung der Schüler. Die Kinder selbst stehen nun im Mittelpunkt der Kommunikation, setzen sich direkt mit den Lerninhalten auseinander und übernehmen selbst lehrende Funktionen. Die Lehrkraft wird hingegen zur Randfigur, die nur dann eingreift, wenn es unbedingt nötig ist.“

Für die Gruppenarbeit wird Lehrkräften geraten,
- sich nach Erteilung des Arbeitsauftrags zurückzuziehen und die Gruppen nur aus der Ferne zu beobachten,
- nicht ständig durch die Klasse zu laufen,
- die Gruppen nicht bei der Arbeit zu stören und unnötige Lehrerinterventionen zu vermeiden,
- nicht die Probleme der Schüler zu lösen und
- nur so viel wie unbedingt nötig zu helfen.[13]

In der Auswertungsphase sollten Lehrkräfte
- auf einen Wechsel der Symbolisierungsformen achten (Wandzeitung, OHP-Folie, Kurzvortrag, Rollenspiel usw.),
- Gruppenergebnisse und nicht Einzelergebnisse abrufen (z. B. die Gruppe insgesamt ansprechen, nicht Einzelschüler),
- die Ergebnisse in einen größeren Zusammenhang einbinden und sichern sowie
- hin und wieder metakommunikative Phasen einschieben.[14]